# Ярославское высшее военное училище противовоздушной обороны

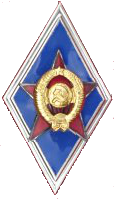
Нагрудный знак,
ВС СССР,
за окончание военно-учебного заведения — высших военных училищ и военных институтов.

Ярославское высшее военное училище противовоздушной обороны имени маршала Советского Союза Л. А. Говорова (ЯВВУ ПВО) — высшее учебное заведение Министерства обороны Российской Федерации, расположенное в городе Ярославле; готовит офицеров для зенитных ракетных войск и радиотехнических войск Воздушно-космических сил.
Занимает памятник архитектуры федерального значения на Московском проспекте — классицистический ансамбль кадетского корпуса. Главное (восточное) здание возведено в конце XVIII века.

## История
15 октября 1951 года создано Ярославское военно-техническое училище войск ПВО страны под условным наименование «войсковая часть 71543», размещено в архитектурном комплексе, в котором с 1797 года находились различные военные, в том числе учебные, учреждения. В декабре 1965 года училище переименовано в Ярославское радиотехническое училище ПВО страны, а в апреле 1968 года — в Ярославское зенитное ракетное училище войск ПВО страны.
9 июля 1970 года училище переведено в разряд высших военно-учебных заведений и переименовано в Ярославское высшее зенитное ракетное командное училище ПВО со сроком обучения 4 года. В ознаменование 60-летия Великой Октябрьской социалистической революции училищу присвоено почётное наименование «имени 60-летия Великого Октября».
В 1993 году училище перешло на пятилетний срок обучения. В 1997 году в нём открыта адъюнктура для подготовки собственных научно-педагогических кадров. В 1998 году училище переименовано в Ярославский зенитный ракетный институт ПВО.
В 2005 году институт переименован в Ярославское высшее зенитное ракетное училище ПВО (военный институт).
В 2010 году в связи с военной реформой набор студентов не проводился, ходили слухи о закрытии. Но осенью того года стало известно, что ЯВЗРУ ПВО, в отличие от многих других военных вузов страны, не будет закрыт и станет единственным, где будут готовить специалистов по противовоздушной обороне и одним из четырёх, которые готовят офицеров для ВВС и ПВО. Училищу передан комплекс зданий закрывшегося Военного финансово-экономического института на улице Большой Октябрьской.
В августе 2009 года переведены курсанты Тамбовского авиационного училища где продолжили обучения по своей специальности АСУ авиации
12 сентября 2010 года Патриарх Московский и всея Руси Кирилл совершил чин освящения домового храма во имя святого благоверного великого князя Александра Невского при Ярославском ВЗРУ ПВО.
В августе 2011 года в Ярославское ВЗРУ ПВО переведены для продолжения обучения курсанты Санкт-Петербургского военного училища радиоэлектроники, которые продолжили обучение по своим специальностям РТВ ВВС.
В 2012 году вуз стал филиалом Военно-космической академии имени А. Ф. Можайского; после двух лет перерыва возобновился набор курсантов.
Автор гимна Ярославского ВЗРУ ПВО — Роберт Царюк (припев «Оружие надежное Отчизной нам дано, училище ракетное — опора ПВО»).

## Современное состояние
В училище работают 6 докторов наук, 79 кандидатов наук; 10 профессоров и 42 доцента.
ЯВЗРУ ПВО — базовое военно-учебное заведение Вооружённых Сил России, готовящее специалистов для ЗРВ ВКС и зенитных ракетных частей ВМФ.
Состав училища принимает участие в парадах на Красной площади в День Победы.

## Начальники училища
- генерал-майор Алексей Алексеевич Поддубицкий[6]

## Выпускники
Среди выпускников:
- генерал-полковник В. Ф. Мирук;
- генерал-лейтенанты Е. А. Болтов, В. Г. Кокорев, П. А. Кузнецов, Н. А. Курочкин, В. Н. Майоров, В. Ф. Нежурин, В. А. Новиков, Ю. И. Павлов, А. Н. Рыжов;
- генерал-майоры В. Е. Алёшин, А. Б. Алисов, Н. Л. Анисимов, В. И. Антонов, В. А. Борисков, В. С. Бородачев, В. А. Брюхов, В. И. Зайцев, В. Д. Королёв, А. Н. Мелехов, Е. И. Новинский, В. Я. Онищенко, Д. П. Пахмелкин, С. В. Попов, Н. И. Приголовкин, П. И. Проворов, В. Н. Рыжонков, Н. Н. Собинов, Б. Н. Суслов, С. П. Шестаков.

Военной науке себя посвятили доктора наук В. Д. Королёв, Ф. Г. Сейранян, Р. А. Савушкин, А. И. Оксенкруг, Н.В. Абросимов